# Kino Koki

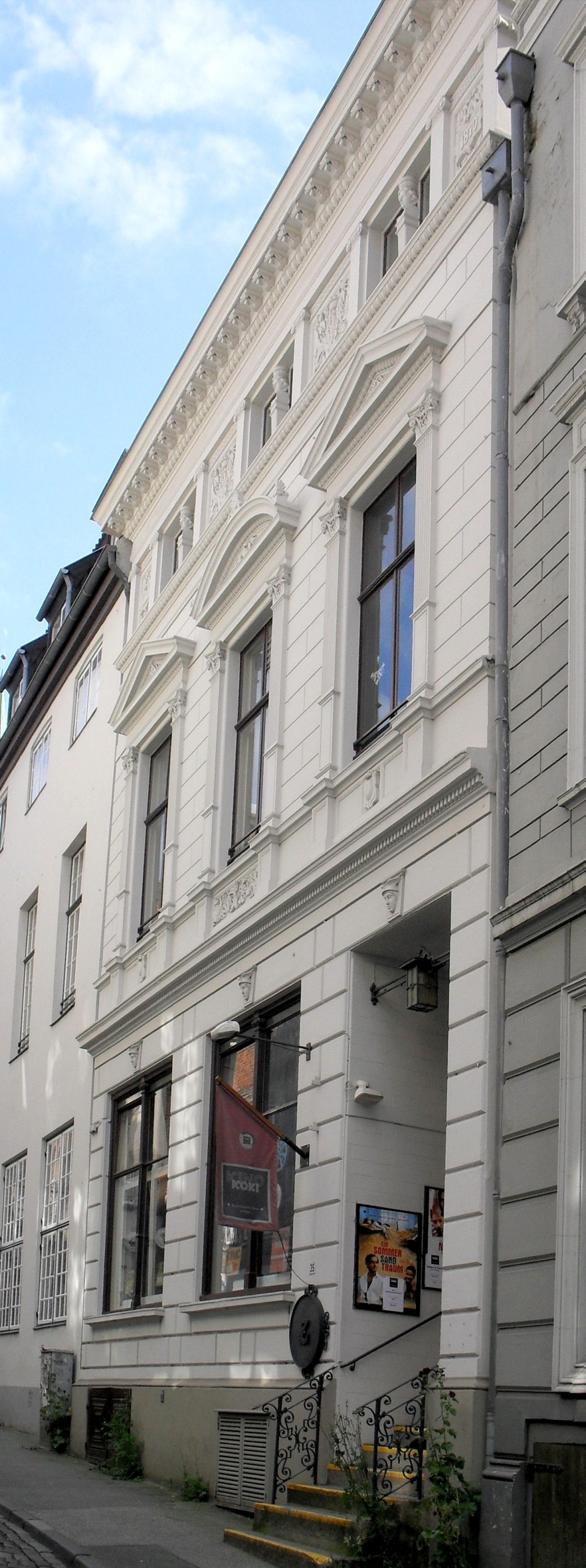
Das Kino Koki

Das Kino Koki ist ein Lübecker Kino.
Seit September 1979 wurden im Mehrzwecksaal des Zentrums in der Mengstraße 35, einer Einrichtung des Jugendamtes der Hansestadt Lübeck, durch die im Juli desselben Jahres gegründete Film-AG regelmäßige Filmvorführungen veranstaltet. Der Anspruch war von Anfang an, Filme abseits des Mainstreams zu zeigen, wozu alte Filmklassiker ebenso zählten wie neue Produktionen oder ausländische Originalfassungen.
In den ersten Jahren war der Kinobetrieb der Film-AG von Provisorien und Improvisation geprägt: Die Vorführungen fanden anfangs mit einem, dann zwei 16-mm-Projektoren statt und der Saal musste für jede Veranstaltung eigens mit Stühlen bestückt werden. Anfang 1991 dann wurde es möglich, mit Eigenmitteln des Zentrums, Geldern der Stiftung Haus der Jugend und ehrenamtlichen Unterstützern die Räumlichkeiten zu einem voll ausgestatteten festen Kinosaal umzubauen. Gebrauchte 35-mm-Ernemann-Projektoren konnten zusammen mit Leinwand und Vorhängen von einem kurz zuvor stillgelegten Lichtspielhaus im Hunsrück erworben werden, die Kinosessel stammten aus einem aufgelösten Filmtheater in Neustadt in Holstein. Am 13. April 1991 wurde das neue Kino unter dem Namen Kino im Zentrum eingeweiht.
Ende Juni 1994 schloss die Stadt Lübeck das Zentrum, das Kino blieb jedoch bestehen und wurde dem damaligen Amt für Kultur (heute Bereich Kunst und Kultur) unterstellt. Unter der neuen Bezeichnung Kommunales Kino Lübeck nahm es im September 1994 den Betrieb wieder auf.
Anfang 2002 beabsichtigte die Stadt das Kommunale Kino zu schließen, setzte den Entschluss nach aufkommenden Protesten aber nicht um. Zur Unterstützung der Kinoarbeit gründete sich im August 2002 der Förderverein Kommunales Kino, der das Filmtheater am 1. August 2007 vollständig von der Stadt übernahm und seitdem als Kino Koki eigenständig weiterführt.

## Auszeichnungen (Auswahl)
Für sein Filmprogramm wurde das Kommunale Kino Lübeck mehrfach mit Auszeichnungen bedacht:
- 2021: Kinopreis in der Kategorie II: Häuser mit eigener Spielstätte[2]
- 2022: Kinopreis des Landes Schleswig-Holstein für qualitätsvolle Programmarbeit[3]
- 2023: Kinopreis des Landes Schleswig-Holstein für qualitätsvolle Programmarbeit[4]
- 2024: Kinopreis des Landes Schleswig-Holstein in der Kategorie "Kino des guten Programms"[5]
- 2025: Kinopreis des Landes Schleswig-Holstein in der Kategorie "Kino des guten Programms"[6]